# Spitzegel
Der Spitzegel (slowenisch Negal) ist mit 2119 m der höchste Berg der Spitzegelgruppe, die Teil der Gailtaler Alpen in Kärnten ist.